# Antonio Brognoli
Antonio Brognoli (Bréscia, 21 de dezembro de 1723 – Bréscia, 15 de fevereiro de 1807) foi um poeta e historiador italiano, ativo na vida política e cultural de Bréscia.

## Obras
- Hydrostaticae disciplinae propositiones (em latim). Parma: Giuseppe Rosati. 1742
- La lode, a sua eccellenza il signor cavaliere Pier Andrea Capello (em italiano). Bréscia: Pietro Pianta. 1760
- Il pregiudizio. Canti dodici (em italiano). 1. Veneza: Colombiani. 1766
- Il pregiudizio. Canti dodici (em italiano). 2. Veneza: Colombiani. 1766
- Elogj di Bresciani per dottrina eccellenti del secolo XVIII (em italiano). Bréscia: Pietro Vescovi. 1785